# Iglesia de Santa Lucía (Sevilla)

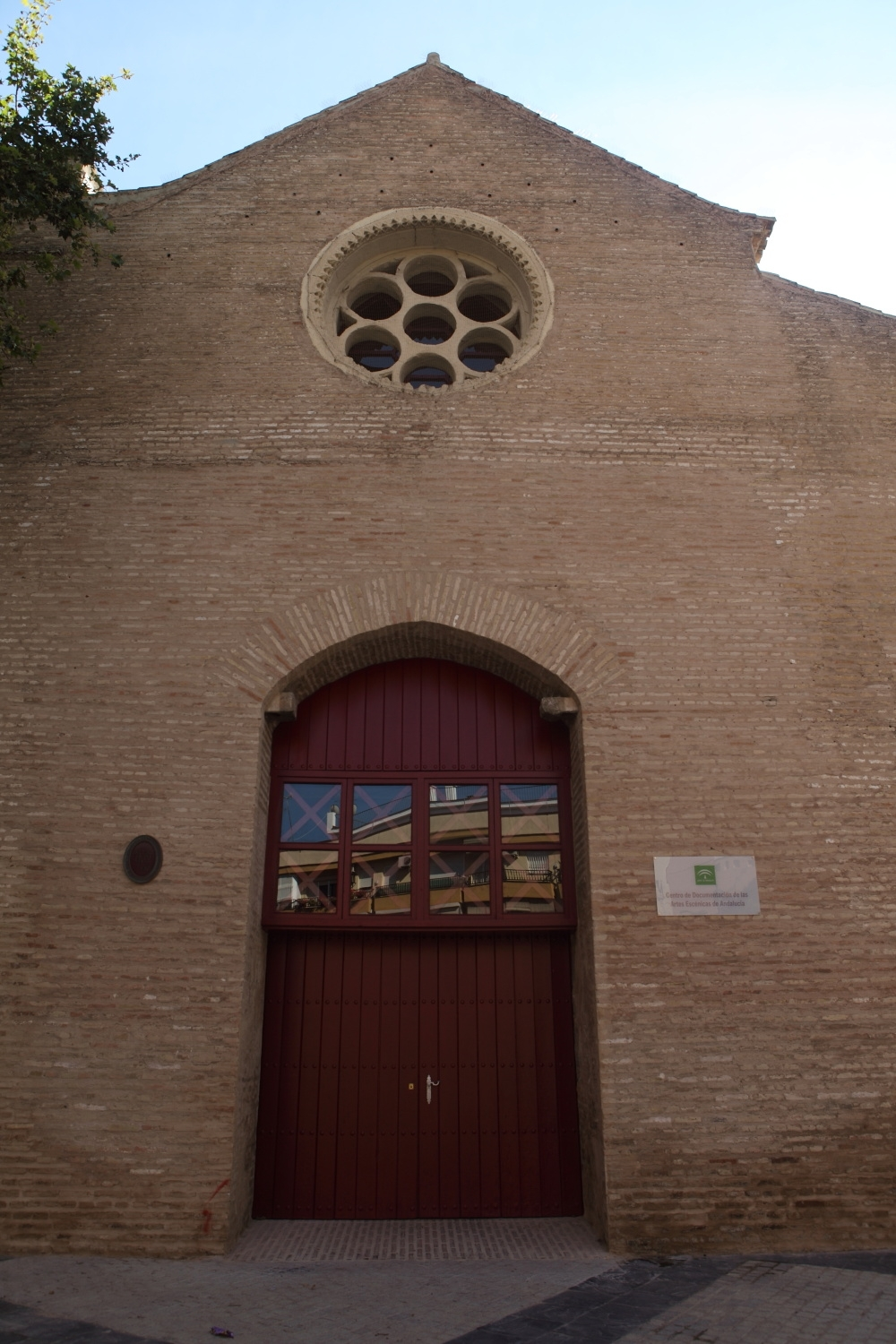
Fachada de la Iglesia de Santa Lucía.

La Iglesia de Santa Lucía es una antigua iglesia gótico-mudéjar de Sevilla, en Andalucía, España. Es de titularidad de la Junta de Andalucía y desde 2012 alberga el Centro de Documentación de las Artes Escénicas de Andalucía.

## Historia
Forma parte del grupo de iglesias construidas en la primera mitad del siglo XIV, pertenece al estilo gótico-mudéjar.
En ella se establecieron al principio la Orden de los Caballeros de Alcántara. Hacia 1640 se funda en la parroquia la Hermandad de los Panaderos, que tuvieron capilla propia. En 1724 se celebró en la iglesia el Cabildo General de la Hermandad de la Amargura, por esas mismas fechas se construyó el altar de la Hermandad de los Panaderos, obra de José de Medinilla. En 1810, durante la invasión francesa la Hermandad de la Trinidad traslada, de forma provisional, sus imágenes titulares a la parroquia de Santa Lucía, por haber ocupado los franceses la Iglesia en que residían. El 2 de febrero de 1846 fue bautizada en esta iglesia Santa Ángela de la Cruz.

## Cierre de la Iglesia
En 1868 la Junta Revolucionaria cerró al culto Santa Lucía, alegando que Sevilla tenía demasiadas parroquias, y fue vendida a propietarios particulares. Tras diversos usos, actualmente pertenece a la Junta de Andalucía.
Desde 2007 hasta septiembre de 2010 fue usada como sede del Espacio Iniciarte, cuya actividad principal eran las exposiciones de arte contemporáneo. Durante algún tiempo fue almacén, sala de ensayos y sede administrativa de la Agencia Andaluza de Flamenco. A partir del verano de 2012 se ha acondicionado como sede del Centro de Documentación de las Artes Escénicas de Andalucía. y alberga en su interior una Biblioteca de más de 40 000 volúmenes, un archivo especializado y digitalizado con más de 150 000 imágenes, y las secciones de audiovisuales, publicaciones y programación.

## Patrimonio artístico
En esta iglesia estaba ubicada la Virgen de la Salud, que posteriormente recibiría culto en el convento fundado por Santa Ángela de la Cruz. En este mismo convento también se encuentra la pila bautismal, donde fue bautizada la santa sevillana. La portada principal fue restaurada y trasladada a la Iglesia de Santa Catalina por el arquitecto Juan Talavera y Heredia, gracias a la donación de Rafael González Abréu. En el retablo mayor existía un lienzo del martirio de Santa Lucía, atribuido durante un tiempo a Juan de Roelas y del que se sabe que su autor fue Francisco Varela. Varela lo pintó entre 1635 y 1640 y fue trasladado a la Iglesia de San Sebastián. También destacaba una escultura de una Inmaculada Concepción, obra de Alonso Cano, que se trasladó a la cercana parroquia de San Julián. Fue del poco patrimonio que se salvó tras el incendio de 1932.